# لا سامية ثانوية
معاداة السامية الثانوية هي شكل متميز من معاداة السامية الذي قيل إنه ظهر بعد نهاية الحرب العالمية الثانية. غالبًا ما يتم تفسير معاداة السامية على أنها ناجمة عن الهولوكوست (على عكس أو على الرغم من ذلك). هناك صياغة مقتبسة بشكل متكرر للمفهوم، نُشرت لأول مرة في كتاب هنري م. برودر عام 1986 بعنوان Der Ewige Antisemit («معاداة الأبدية»)، وهو نابع من الطبيب النفسي الإسرائيلي Zvi Rex [צבי רקס] ،  الذي قال ذات مرة: «إن الألمان لن يغفروا أبدًا لليهود أوشفيتز».     وقد صاغ المصطلح نفسه Peter Schönbach [الإنجليزية] ، زميل في مدرسة فرانكفورت في ثيودور دبليو أدورنو وماكس هوركهايمر، استنادًا إلى نظريتهما النقدية. 
تم اقتراح تفسير بديل لموجة العنف المعادي للسامية بعد الحرب في أوروبا الشرقية. في عام 1946، جادل الكاتب السلوفاكي كارل فرانتيشيك كوتش بأن الحوادث المعادية للسامية التي شهدها في براتيسلافا بعد الحرب «ليست معاداة للسامية، بل شيء أسوأ بكثير - قلق السارق من احتمال إعادة الممتلكات اليهودية»، وهو رأي يقول إن تم اعتماده من قِبل الباحث التشيكي السلوفاكي Robert Pynsent [الإنجليزية].  التقديرات إلى أن 15٪ فقط من الممتلكات اليهودية قد أعيدت بعد الحرب، وأن الرد كان «ضئيل» في أوروبا الشرقية. وقد تم تقييم الممتلكات التي لم يتم إرجاعها في أكثر من 100 مليون دولار في عام 2005 دولار.
أدورنو، في محاضرة عام 1959 بعنوان «كان bedeutet: Aufarbeitung der Vergangenheit» (نُشر في كتابه عام 1963 بعنوان Eingriffe. نيون kritische Modelle. ) تناولت مغالطة الميل الألماني الواسع بعد الحرب للربط بين اليهود والمحرقة في وقت واحد. ووفقًا لنقد أدورنو، تم قبول الرأي في ألمانيا والذي يقضي بأن الشعب اليهودي يتحمل مسؤولية الجرائم التي ارتكبت ضده. تم افتراض الذنب اليهودي بدرجات متفاوتة، اعتمادًا على التجسيد المتنوع لتلك الفكرة المعادية للسامية، أحدها فكرة أن اليهود كانوا (وهم) يستغلون الذنب الألماني على الهولوكوست.
يبدو أن إعادة تأهيل العديد من كبار المسؤولين والمسؤولين من الدرجة الثالثة من الرايخ، وحتى الضباط، قد ساهموا في تطور معاداة السامية. تم إعادة تأهيل هؤلاء المسؤولين على الرغم من مساهماتهم الفردية الكبيرة في جرائم ألمانيا النازية. نشأت العديد من الخلافات في وقت مبكر في ألمانيا ما بعد الحرب العالمية الثانية، على سبيل المثال، عندما عيّن كونراد أديناور هانز غلوبكي رئيسًا للمستشارية على الرغم من أن الأخير صاغ تشريع الطوارئ الذي أعطى هتلر سلطات ديكتاتورية غير محدودة وكان أحد المعلقين القانونيين البارزين على قوانين نورمبرج العنصرية لعام 1935.   ومع ذلك، وفقًا لأدورنو، لم تعترف أجزاء من الجمهور الألماني بهذه الأحداث أبدًا وشكلت فكرة الذنب اليهودي في الهولوكوست.